# Manga basilinea
Manga basilinea är en fjärilsart som beskrevs av Wray Merrill Bowden 1956. Manga basilinea ingår i släktet Manga och familjen nattflyn. Inga underarter finns listade i Catalogue of Life.